# ATLAST
Ten artykuł dotyczy przyszłego wydarzenia. Informacje w nim zawarte mogą się zmienić wraz z pojawieniem się nowych faktów, a początkowe doniesienia mogą być niepewne. Ostatnie aktualizacje tego artykułu mogą nie odzwierciedlać najbardziej aktualnych informacji.

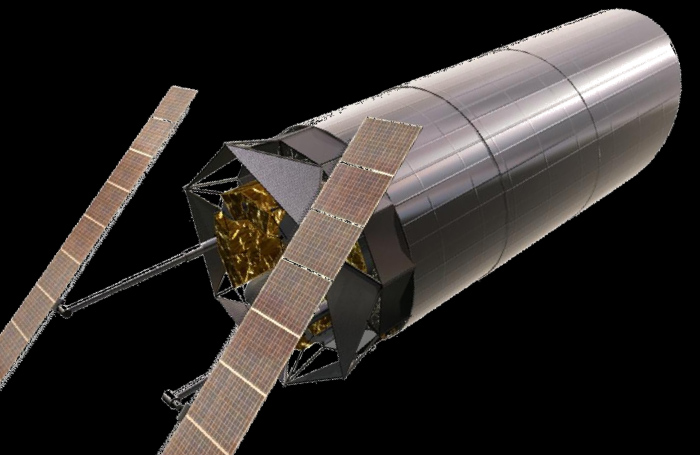
Jedna z możliwych konfiguracji teleskopu, wykorzystująca monolityczne ośmiometrowe zwierciadło

Advanced Technology Large-Aperture Space Telescope (ATLAST) – projektowany teleskop kosmiczny o aperturze od 8 do 16,8 metra w zależności od koncepcji, która zostanie ostatecznie przyjęta. Propozycję budowy tego urządzenia przedstawił Space Telescope Science Institute, centrum operacji naukowych Kosmicznego Teleskopu Hubble’a (HST). ATLAST byłby prawdziwym następcą teleskopu Hubble’a, mającym możliwość uzyskiwania obrazów i danych spektroskopowych w zakresie ultrafioletu, światła widzialnego i podczerwieni, ale o znacznie lepszej rozdzielczości niż HST lub Kosmiczny Teleskop Jamesa Webba (JWST). Podobnie jak JWST, ATLAST ma być umieszczony w punkcie L2 układu Ziemia-Słońce.
Jeżeli projekt zostanie zrealizowany, ATLAST będzie sztandarową misją dekady 2025 – 2035, mogącą udzielić odpowiedzi na pytanie, o istnienie życia w innym miejscu w naszej Galaktyce. Teleskop ten będzie w stanie wykryć biosygnatury (np. obecność cząsteczkowego tlenu, ozonu, wody i metanu) w widmie planet pozasłonecznych.

## Nazwa
Nazwa teleskopu jest nie tylko akronimem, ale też grą słów (ang. at last, czyli „nareszcie”). Hasło to z ironią odnosi się do czasu, jaki zajmuje podjęcie decyzji o stworzeniu prawdziwego następcy Teleskopu Hubble’a, obserwującego kosmos także w świetle widzialnym (możliwości JWST obejmują tylko mały fragment tego zakresu). Oczekuje się jednak, że w miarę rozwoju projektu teleskop uzyska nową, ostateczną nazwę.

## Projekt
ATLAST będzie miał główne zwierciadło o średnicy od 8 do 16,8 m. Zakłada się, że architektura teleskopu będzie oparta na jednym z dwóch odmiennych rozwiązań technologicznych. Jedna z opcji to teleskop o monolitycznym lustrze głównym (jak HST), zaś konkurencyjna to teleskop z lustrem o budowie segmentowej (jak JWST); w drugim przypadku istnieją dwa warianty konstrukcyjne. Projekty opierają się na doświadczeniach z budowy poprzednich teleskopów kosmicznych, ale również znacząco odbiegają od tych wzorów, aby zmniejszyć złożoność, masę urządzenia, lub oba czynniki. ATLAST będzie miał 5-10 razy większą rozdzielczość kątową niż JWST oraz limit czułości do 2000 razy wyższy niż HST.
Dwa z tych wariantów, z 8-m jednolitym lustrem i 16,8-metrowym lustrem segmentowym, będą mogły być wyniesione przez rakiety Space Launch System (SLS). Wariant 8-metrowy dzięki monolitycznemu zwierciadłu oferuje wysoki kontrast obrazu i doskonałą kontrolę kierunku rozchodzenia frontu falowego. Wariant 16,8-metrowy wskazuje kierunek rozwoju teleskopów kosmicznych o bardzo dużej aperturze i wykorzystuje rozwiązania technologiczne wypracowane przy projektowaniu Teleskopu Jamesa Webba.
Trzeci wariant przewiduje wysłanie mniejszego, 9,2-m teleskopu z segmentowym zwierciadłem, który można wystrzelić przy użyciu istniejących rakiet z programu Evolved Expendable Launch Vehicle (EELV). Projekt ATLAST jest wspierany z funduszy programu NASA Astrophysics Strategic Mission Concept Studies, Centrum Lotów Kosmicznych imienia Roberta H. Goddarda, Centrum Lotów Kosmicznych imienia George’a C. Marshalla, Jet Propulsion Laboratory (Caltech) i powiązanych programów Northrop Grumman Aerospace Systems i Ball Aerospace.
W obu projektach do teleskopu ATLAST będzie można wysyłać misje serwisowe, podobnie jak do Teleskopu Hubble’a. Będą realizowane przy użyciu bezzałogowego promu (jak się obecnie proponuje), lub załogowego statku Orion (co pozwoli zdobyć doświadczenia dla przyszłych załogowych badań Układu Słonecznego). Instrumenty takie jak kamery będą mogły zostać zastąpione nowymi, a wymontowany sprzęt powróci na Ziemię do analizy. Tak jak HST i przygotowywany JWST, teleskop ATLAST będzie zasilany przez panele słoneczne.

## Przebieg misji
ATLAST będzie mógł zostać wyniesiony w przestrzeń budowaną obecnie rakietą SLS z Centrum Kosmicznego im. Kennedy’ego lub, jeśli przyjęta zostanie wersja 9,2-metrowa, jedną z rakiet systemu EELV. Rakieta umieści swój górny stopień i teleskop ATLAST na niskiej orbicie parkingowej, dając inżynierom czas na sprawdzenie systemów. Następnie silnik górnego stopnia zostanie uruchomiony i ATLAST rozpocznie trzymiesięczną podróż do punktu L2 układu Ziemia-Słońce, wchodząc na tzw. „orbitę halo” wokół tego punktu. Podczas podróży do punktu L2 zostanie rozłożone zwierciadło segmentowe (jeśli taki projekt zwycięży).
Misje serwisowe, prowadzone co 5 do 7 lat, pozwolą astronomom udoskonalać teleskop ATLAST dzięki nowym instrumentom i rozwiązaniom technologicznym. Podobnie jak Teleskop Hubble’a, ATLAST powinien funkcjonować przez 20 lat.

## Planety pozasłoneczne
Wykorzystując wbudowany koronograf lub zewnętrzną przesłonę teleskopu będzie można scharakteryzować atmosferę i powierzchnię egzoplanety wielkości Ziemi krążącej w ekosferze długo żyjących gwiazd w odległości do ok. 45 pc. Teleskop pozwoli zebrać informacje dotyczące prędkości obrotu planety, scharakteryzować klimat i warunki dla życia, zebrać informacje na temat dominujących cech powierzchni, zmian w zachmurzeniu oraz, potencjalnie, sezonowych zmian szaty roślinnej.